# آرامگاه آقا سید موسی موسوی
بقعه آقا سید موسی موسوی مربوط به دوره قاجار است و در شهرستان لاهیجان، بخش رودبنه، روستای بار گوسرا واقع شده و این اثر در تاریخ ۱۴ مرداد ۱۳۸۲ با شمارهٔ ثبت ۹۴۰۳ به‌عنوان یکی از آثار ملی ایران به ثبت رسیده است.